# Жуков, Сергей Васильевич
Сергей Васильевич Жуков (1870—?) — русский военачальник, генерал-майор.

## Биография
Родился 4 января 1870 года в православной семье.
Образование получил в Петровском Полтавском кадетском корпусе (1888).
В военную службу вступил 30 августа 1888 года. Окончил Михайловское артиллерийское училище (1891). Выпущен в 34-ю артиллерийскую бригаду. Подпоручик (ст. 05.08.1891). Поручик (ст. 10.08.1893).Штабс-капитан (ст. 13.07.1897).
Окончил Николаевскую академию генштаба (1899; по 1-му разряду). Капитан (ст. 02.06.1899). Состоял при Киевском военном округе. Старший адъютант штаба 44-й пехотной дивизии (26.11.1899-15.06.1900). Старший адъютант штаба 11-го армейского корпуса (15.06.1900-17.01.1902). Цензовое командование ротой отбывал в 175-м пехотном Батуринском полку (30.09.1900-01.10.1901). Помощник старшего адъютанта штаба Киевского военного округа (17.01.-04.08.1902). Состоял в прикомандировании к Елисаветградскому кавалерийскому юнкерскому училищу для преподавания военных наук (04.08.1902-16.07.1904). Подполковник (ст. 06.12.1903).
Участник русско-японской войны 1904—1905 годов. Начальник этапного отдела окружного управления военных сообщений Манчжурской армии (16.07.1904-24.08.1905). Исполняющий должность начальника штаба 61-й пехотной дивизии с 24 августа по 25 октября 1905 года. Начальник штаба 3-й пехотной дивизии (25.10.1905-29.05.1908). Цензовое командование батальоном отбывал в 9-м пехотном Ингерманландском полку (01.06.-05.10.1906).
Полковник (ст. 06.12.1907). Штаб-офицер при управлении 6-й Туркестанской стрелковой бригады (29.05.1908-17.11.1909). Был прикомандирован к артиллерии (01.05.-27.06.1909). Состоял в распоряжении начальника Главного штаба (17.11.1909-01.09.1910). Помощник начальника Закаспийской области (01.09.1910-24.11.1913). Помощник военного губернатора Ферганской области (с 24.11.1913).
Участник Первой мировой войны. Временно командовал 196-м пехотным Инсарским полком (на 11.1914). В феврале 1915 года в чине полковника командовал 58-м пехотным Прагским полком. На 5 июня 1915 года находился в том же чине командиром 196-м пехотным Инсарскимо полком.
Генерал-майор (пр. 05.06.1915; ст. 12.03.1915; за отличия в делах). Исключен из списков как без вести пропавший 1 июля 1915 года.
По состоянию на 1911 год был женат и имел троих детей.

## Награды
- Награждён орденом Св. Георгия 4-й степени (9 сентября 1915)[1]

За то, что, временно командуя 196 пех. Инсарским полком, 8 ноября 1914 г. при взятии редута на перевале через главный Карпатский хребет, лично став во главе роты, повел её на штурм редута под убийственным пулеметным и ружейным огнём противника, по крутому обледенелому скату, в самых трудных местных условиях, довел её до удара в штыки и овладел редутом.

и Георгиевским оружием (24 февраля 1915)

За то, что 28 ноября 1914 года, командуя авангардом дивизии в составе 196-го пехотного Инсаровского полка, 2 батарей и 1 сотни, когда авангард втянулся в узкое дефиле у д. Лозы и был встречен ружейным и пулемётным огнём с прилегающих высот, хладнокровно и искусно распоряжаясь, вывел артиллерию и обоз из дефиле, занял с авангардом позицию и до ночи отбивал все атаки противника. После ранения знаменщика, командира знаменной полуроты и большинства её нижних чинов, лично с 4 нижними чинами, вынес в безопасное место полковое знамя; с наступлением темноты перешёл в энергичное наступление и отбросил противника на 6 вёрст, обеспечив за нами обладание дорогой Рона-Горлице и устранил этим угрозу флангу и тылу двух дивизий.

- Также награждён орденами Св. Станислава 3-й степени (1904); Св. Анны 3-й степени (1907); Св. Станислава 2-й степени (1907); Св. Анны 2-й степени (1907); Св. Владимира 4-й степени с мечами и бантом (1907); Св. Владимира 3-й степени (1910).